# 木知原村
木知原村（こちぼらむら）はかつて岐阜県本巣郡に存在した村である。現在の本巣市木知原などに該当する。

## 歴史
- 1889年（明治22年）7月1日 - 町村制により、木知原村が発足。
- 1897年（明治30年）4月1日 - 外山村・金原村・神海村・佐原村・日当村と合併。改めて外山村が発足。同日木知原村廃止。